# Andoni Goikoetxea
Andoni Goikoetxea Olaskoaga, mais conhecido como Andoni Olaskoaga (Alonsotegi, 23 de maio de 1956), é um treinador e ex-futebolista espanhol, natural do País Basco e não deve ser confudido com Jon Andoni Goikoetxea, jogador que surgiu depois, também no Athletic e na Seleção Espanhola.

## Carreira
Em clubes, defendeu apenas Atléticos: ficou de 1975 a 1987 no Athletic Club de Bilbao e de 1987 a 1990 no Atlético de Madrid. Apesar de ter conquistado dois campeonatos espanhóis e uma Copa do Rei pelo Athletic e ter defendido a Espanha na Copa do Mundo de 1986 (onde marcou contra a surpresa Dinamarca), é mais conhecido por ter causado sérias lesões em Diego Maradona e, de forma menos lembrada, em Bernd Schuster, quando ambos defendiam o Barcelona. Por isso o "Gigante de Alonsotegi" acabou virando o "Açougueiro de Bilbao".

## Títulos
Athletic Bilbao
- La Liga: 1982–83, 1983–84
- Copa del Rey: 1983–84
- Supercopa da Espanha: 1984